# Sparasion modestum
Sparasion modestum är en stekelart som beskrevs av Mikhail Vasilievich Kozlov och Kononova 1988. Sparasion modestum ingår i släktet Sparasion och familjen Scelionidae. Inga underarter finns listade i Catalogue of Life.